# ديك ألين
ديك ألين (بالإنجليزية: Dick Allen)‏ هو مغني أمريكي، ولد في 8 مارس 1942 في وامبوم في الولايات المتحدة.

## وصلات خارجية
- ديك ألين على موقع دوري كرة القاعدة الرئيسي (الإنجليزية)
- ديك ألين على موقعبيزبول رفرنس.كوم (الدوري الرئيسي) (الإنجليزية)
- ديك ألين على موقعبيزبول رفرنس.كوم (الدوري الثانوي) (الإنجليزية)
- ديك ألين على موقع جمعية أبحاث البيسبول الأمريكية (الإنجليزية)
- ديك ألين على موقع إي إس بي إن.كوم (أم.أل.بي) (الإنجليزية)
- ديك ألين على موقع مشجعي الرسوم البيانية (الإنجليزية)
- ديك ألين على موقع إن إن دي بي (الإنجليزية)